# Anopheles whartoni
Anopheles whartoni este o specie de țânțari din genul Anopheles, descrisă de Reid în anul 1963. Conform Catalogue of Life specia Anopheles whartoni nu are subspecii cunoscute.